# Ruston (Louisiana)
Ruston és una població dels Estats Units a l'estat de Louisiana. Segons el cens del 2000 tenia 20.546 habitants.

## Demografia
Segons el cens del 2000, Ruston tenia 20.546 habitants. La densitat de població era de 438,8 habitants/km².
Per edats la població es repartia de la següent manera: un 20,8% tenia menys de 18 anys, un 31,6% entre 18 i 24, un 21,3% entre 25 i 44, un 14,9% de 45 a 60 i un 11,3% 65 anys o més.
L'edat mediana era de 24,0 anys. Per cada 100 dones de 18 o més anys hi havia 89,7 homes.
La renda mediana per habitatge era de 23.001 $ i la renda mediana per família de 37.394 $. Els homes tenien una renda mediana de 33.408 $ mentre que les dones 20.413 $. La renda per capita de la població era de 14.573 $. Entorn del 22,1% de les famílies i el 32,1% de la població estaven per davall del llindar de pobresa.

## Poblacions més properes
El següent diagrama mostra les poblacions més properes.